# Platysenta charada
Platysenta charada är en fjärilsart som beskrevs av William Schaus 1906. Platysenta charada ingår i släktet Platysenta och familjen nattflyn. Inga underarter finns listade i Catalogue of Life.